# Baturyn

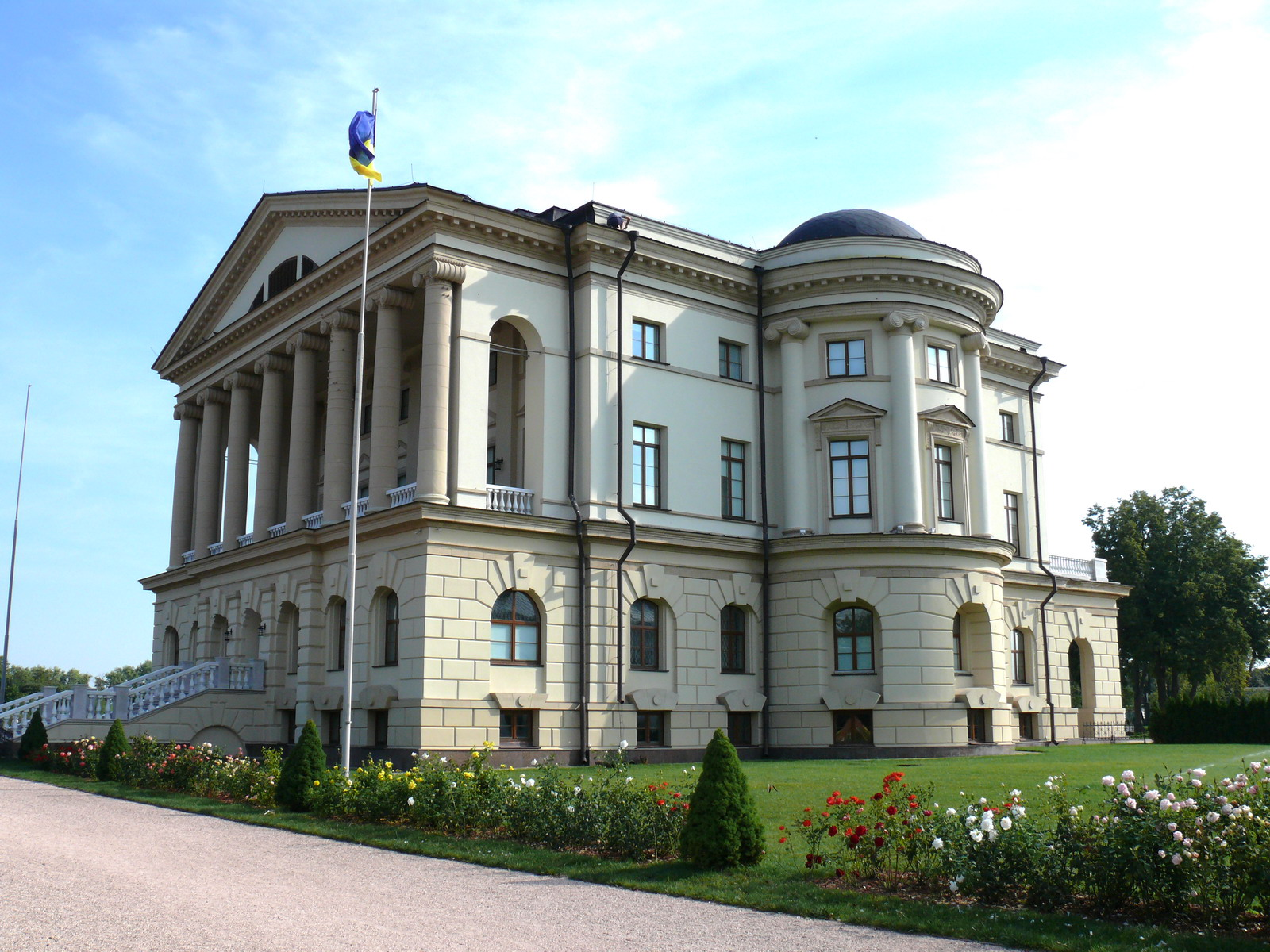
Pałac Rozumowskiego po restauracji 2009

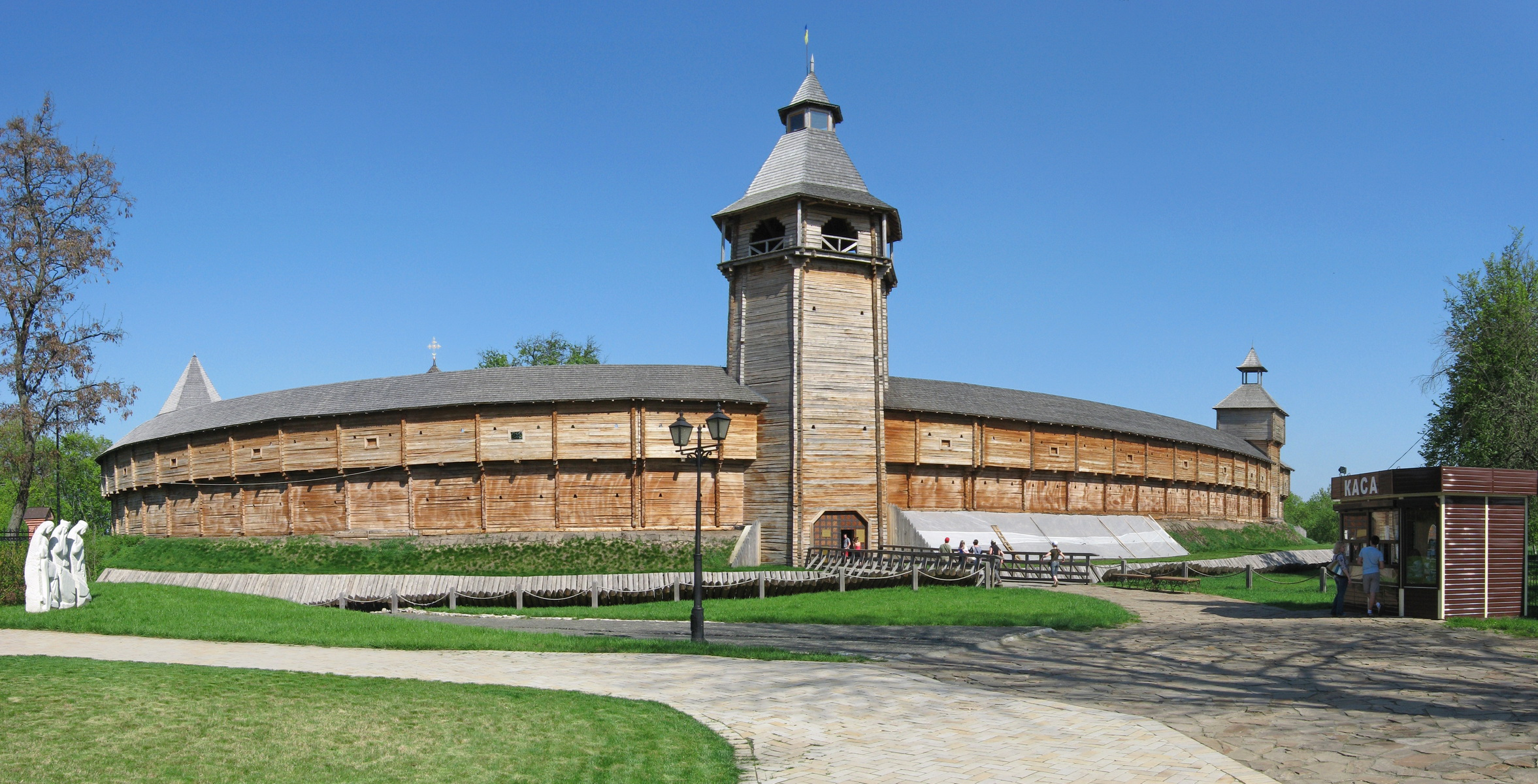
Cytadela

Baturyn (ukr. Бату́рин) – miasto na Ukrainie, od roku 1991 w rejonie bachmaczackim obwodu czernihowskiego. Leży nad rzeką Sejm, dopływem Desny.

## Historia
Miasto Baturyn zostało założone według tradycji w roku 1576 przez króla Polski Stefana Batorego, w rzeczywistości założył je  w r. 1625 Maciej Stachórski, zarządca dóbr Aleksandra Piasoczyńskiego w miejscu wsi Horodyszcze na Zadnieprzu.  Do 1686 Baturyn znajdował się w granicach Rzeczypospolitej (do roku 1635 w składzie województwa kijowskiego, od roku 1635 w składzie województwa czernihowskiego). Od 1648 było miastem garnizonowym kozackiego pułku czernihowskiego, od 1649 pułku niżowego. W wyniku ugody perejasławskiej (1654) miasto oraz województwo czernihowskie wraz z całym terytorium Hetmanatu znalazł się pod panowaniem Carstwa Rosyjskiego. Cesja terytorium Zadnieprza przez Rzeczpospolitą na rzecz Rosji nastąpiła  postanowieniami rozejmu andruszowskiego (1667), potwierdzona została ostatecznie przez traktat Grzymułtowskiego w 1686. W latach 1669–1708 Baturyn był rezydencją hetmanów kozackich Ukrainy Lewobrzeżnej. W roku 1663 zawarto tu tzw. umowy baturyńskie pomiędzy Hetmanatem a Rosją.
W roku 1708 w okresie trwania III wojny północnej hetman Iwan Mazepa zawarł w Baturynie tajny sojusz z Karolem XII i Stanisławem Leszczyńskim i wystąpił przeciwko Rosji. W wyprawie odwetowej wojsk carskich miasto zdobył i zburzył Aleksandr Mienszykow, mordując obrońców i mieszkańców, w tym kobiety i dzieci. W roku 1725 miasto zostało darowane Mienszykowowi przez carycę Katarzynę I w dowód zasług wojennych. Od roku 1764 było własnością hrabiego Kiryła Rozumowskiego, ostatniego hetmana kozackiego Ukrainy Lewobrzeżnej.
Od roku 1803 do 1918 miasto w powiecie konotopskim w guberni czernihowskiej. W roku 1860 liczyło 3563 mieszkańców,  natomiast w roku 1880 - 6580 mieszkańców, rozwój przemysłu włókienniczego.
W 1989 liczyło 3920 mieszkańców.
Od roku 2008 miasto w rejonie bachmaczackim obwodu czernihowskiego.
W 2013 liczyło 2716 mieszkańców.

## Zabytki
- Pałac Rozumowskiego w Baturynie (1799-1803) zrewitalizowany w 2009 r.
- Dom sędziego Generalnego Wasyla Koczubeja XVII-XIX wiek. Zrewitalizowany w 2009 r.
- Kościół Zmartwychwstania Pańskiego. Grób Cyryla Rozumowskiego. 1803 r.
- Dzwonnica klasztoru Baturyn Krupitsky (XIX wiek).
- Pomnik ofiar tragedii Baturyn z 1708 r. (Wzniesiony w 2004 r. na terenie Cytadeli Twierdzy Baturyn).
- Cytadela Twierdzy Baturyńskiej